# Narcao
Narcao (sardinski: Narcàu) je grad i općina (comune) u pokrajini Južnoj Sardiniji u regiji Sardiniji, Italija. Nalazi se na nadmorskoj visini od 125 metara i ima 3 300 stanovnika.
 Prostire se na 85,88 km². Gustoća naseljenosti je 38 st/km².
Susjedne općine su: Carbonia, Iglesias, Nuxis, Perdaxius, Siliqua, Villamassargia i Villaperuccio.